# HD 211415
HD 211415 (GJ 853 / HR 8501 / HIP 110109) es una estrella en la constelación de Grus, la grulla, de magnitud aparente +5,34. Está situada al sur de Al Nair (α Gruis) y δ Gruis, al suroeste de β Tucanae y norte de α Tucanae. Se encuentra a 44,4 años luz de distancia del sistema solar. 
HD 211415 es una estrella binaria compuesta por una enana amarilla y una enana roja visualmente a 3 segundos de arco —año 1980—, con una separación media real entre ambas en torno a las 46 UA.
La estrella amarilla, de tipo espectral G0V, es un análogo solar con una temperatura efectiva de 5850 ± 14 K.
Tiene una luminosidad un 10% mayor que la del Sol y una masa de 0,93 masas solares. Su metalicidad —abundancia relativa de elementos más pesados que el helio— es menos de la mitad de la del Sol. Esta pauta también se observa para otros metales evaluados, tales como cobalto, cobre, níquel, zinc y magnesio; el contenido relativo de este último es sólo el 38% del solar.
Este empobrecimiento es menos acusado en elementos de las tierras raras como europio, neodimio y cerio.
La estrella secundaria, una enana roja de tipo incierto, puede tener menos de la mitad de masa que el Sol y un radio equivalente al 56% del radio solar. Su luminosidad parece ser inferior al 1,8% de la luminosidad solar.
La edad del sistema ha sido estimada en 10.200 millones de años.